# Festival du film indonésien 2019
 (mars 2022).
La mise en forme du texte ne suit pas les recommandations de Wikipédia : il faut le « wikifier ».
Les points d'amélioration suivants sont les cas les plus fréquents. Le détail des points à revoir est peut-être précisé sur la page de discussion.
- Les titres sont pré-formatés par le logiciel. Ils ne sont ni en capitales, ni en gras.
- Le texte ne doit pas être écrit en capitales (les noms de famille non plus), ni en gras, ni en italique, ni en « petit »…
- Le gras n'est utilisé que pour surligner le titre de l'article dans l'introduction, une seule fois.
- L'italique est rarement utilisé : mots en langue étrangère, titres d'œuvres, noms de bateaux, etc.
- Les citations ne sont pas en italique mais en corps de texte normal. Elles sont entourées par des guillemets français : « et ».
- Les listes à puces sont à éviter, des paragraphes rédigés étant largement préférés. Les tableaux sont à réserver à la présentation de données structurées (résultats, etc.).
- Les appels de note de bas de page (petits chiffres en exposant, introduits par l'outil «  Source ») sont à placer entre la fin de phrase et le point final[comme ça].
- Les liens internes (vers d'autres articles de Wikipédia) sont à choisir avec parcimonie. Créez des liens vers des articles approfondissant le sujet. Les termes génériques sans rapport avec le sujet sont à éviter, ainsi que les répétitions de liens vers un même terme.
- Les liens externes sont à placer uniquement dans une section « Liens externes », à la fin de l'article. Ces liens sont à choisir avec parcimonie suivant les règles définies. Si un lien sert de source à l'article, son insertion dans le texte est à faire par les notes de bas de page.
- La présentation des références doit suivre les conventions bibliographiques. Il est recommandé d'utiliser les modèles {{Ouvrage}}, {{Chapitre}}, {{Article}}, {{Lien web}} et/ou {{Bibliographie}}. Le mode d'édition visuel peut mettre en forme automatiquement les références.
- Insérer une infobox (cadre d'informations à droite) n'est pas obligatoire pour parachever la mise en page.

Pour une aide détaillée, merci de consulter Aide:Wikification.
Si vous pensez que ces points ont été résolus, vous pouvez retirer ce bandeau et améliorer la mise en forme d'un autre article.
Le Festival du film indonésien 2019 est la 39e édition du Festival du film indonésien. La cérémonie de remise des prix a eu lieu le 8 décembre 2019, dans la salle de bal Opus de l'hôtel The Tribrata à Jakarta et a été diffusée par MetroTV.
Cette édition du festival porte sur le thème de #FilmBagusCitraIndonesia qui peut se traduire par Les meilleurs films aux Citra. Par cette thématique, le comité du festival s'est donné la mission de trouver, sélectionner et promouvoir les meilleurs films et œuvres artistiques de l'année pouvant représenter le cinéma indonésien aux niveaux national et mondial.

## Palmarès
Les nominations ont été dévoilées le 12 novembre 2019 après la mise en place d'un nouveau processus de sélection . Un comité de sélection a été formé composé de diverses professions, à savoir des universitaires, des journalistes et des professionnels du cinéma. Ils sont chargés de recenser tous les films qui passent la censure et sont projetés dans les cinémas indonésiens puis les réduire à une courte liste contenant environ 30 à 50 films. Ces films sélectionnés sont ensuite évalués par des associations professionnelles pour déterminer les nominations dans les différentes catégories.

### Meilleur film
- Kucumbu Tubuh Indahku de Garin Nugroho, produit par Ifa Isfansyah
  - 27 Steps of May de Ravi Bharwani, produit par Wilza Lubis, Rayya Makarim, Ravi L. Bharwani
  - Bumi Manusia de Hanung Bramantyo, produit par Frederica
  - Dua Garis Biru de Ginatri S. Noer, produit par Chand Parwez, Fiaz Servia
  - Keluarga Cemara de Yandy Laurens, produit par Anggia Kharisma, Ginatri S. Noer

### Meilleur réalisateur
- Garin Nugroho pour Kucumbu Tubuh Indahku
  - Ginatri S. Noer pour Dua Garis Biru
  - Hanung Bramantyo pour Bumi Manusia
  - Ravi L. Bharwani pour 27 Steps of May
  - Riri Riza pour Bebas

### Meilleure actrice
- Raihaanun pour le rôle de May dans 27 Steps of May
  - Adhisty Zara pour le rôle de Dara Yunika dans Dua Garis Biru
  - Nirina Zubir pour le rôle de Emak dans Keluarga Cemara
  - Sha Ine Febriyanti pour le rôle de Ontosoroh/Sanikem dans Bumi Manusia
  - Sissy Priscillia pour le rôle de Milly dans Milly & Mamet: Ini Bukan Cinta & Rangga

### Meilleur acteur
- Muhammad Khan dans le rôle de Juno dans Kucumbu Tubuh Indahku
  - Abimana Aryasatya dans le rôle de Sancaka / Gundala dans Gundala
  - Angga Aldi Yunanda pour le rôle de Bima dans Dua Garis Biru
  - Lukman Sardi pour le rôle de Ayah May dans 27 Steps of May
  - Reza Rahadian pour le rôle de Boss Man dans My Stupid Boss 2
  - Ringgo Agus Rahman pour le rôle de Abah dans Keluarga Cemara

### Meilleure actrice dans un second rôle
- Cut Mini pour le rôle de Yuni (ibu Bima) dans Dua Garis Biru
  - Asri Welas pour le rôle de Ceu Salmah dans Keluarga Cemara
  - Ayu Laksmi pour le rôle de Ibu Minke dans Bumi Manusia
  - Laudya Cynthia Bella pour le rôle de Fatma dans Ambu
  - Lulu Tobing pour le rôle de Rika (ibu Dara) dans Dua Garis Biru
  - Tutie Kirana pour le rôle de Koes Marjanti dans Mantan Manten

### Meilleur acteur dans un second rôle
- Whani Darmawan dans le rôle de Warok dans Kucumbu Tubuh Indahku
  - Baskara Mahendra pour le rôle de Jojo dans Bebas
  - Jerome Kurnia pour le rôle de Robert Suurhof dans Bumi Manusia
  - Mandra[Lequel ?] pour le rôle de Mandra dans Si Doel the Movie 2
  - Randy Pangalila pour le rôle de Petinju dans Kucumbu Tubuh Indahku
  - Verdi Solaiman pour le rôle de Kurir dans 27 Steps of May

### Meilleur scénario original
- Ginatri S. Noer pour Dua Garis Biru
  - Garin Nugroho pour Kucumbu Tubuh Indahku
  - Joko Anwar pour Orang Kaya Baru
  - Rayya Makarim pour 27 Steps of May
  - Titien Wattimena pour Ambu

### Meilleure adaptation
- Ginatri S. Noer, Yandy Laurens pour Keluarga Cemara
  - Joko Anwar pour Gundala
  - Mira Lesmana, Ginatri S. Noer pour Bebas
  - Rano Karno pour Si Doel The Movie 2
  - Upi Avianto pour My Stupid Boss 2

### Meilleure photographie
- Ical Tanjung pour Gundala
  - Arfian pour My Stupid Boss 2
  - Ical Tanjung pour Ave Maryam
  - Padri Nadeak pour Dua Garis Biru
  - Yudi Datau pour Ambu

### Meilleur montage
- Greg Arya pour Kucumbu Tubuh Indahku
  - Aline Jusria pour Dua Garis Biru
  - Sentot Sahid, Reynaldi Christanto pour Bumi Manusia
  - Wawan I. Wibowo, Lilik Subagyo pour 27 Steps of May
  - W. Ichwandiardono pour Bebas

### Meilleurs effets visuels
- Abby Eldipie pour Gundala
  - Andi Novianto, Gaga Nugraha, R. Satria Bhayangkara pour DreadOut
  - Herdanius Larobu pour Ghost Writer
  - Herdanius Larobu pour Pocong: The Origin
  - Raiyan Laksamana pour Bumi Manusia

### Meilleur son
- Khikmawan Santosa, Anhar Moha pour Gundala
  - Khikmawan Santosa, Dicky Permana pour Kucumbu Tubuh Indahku
  - Khikmawan Santosa, M. Ikhsan Sungkar, Adimolana Machmud pour Pocong: The Origin
  - Khrisna Purna Ratmara et Dicky Permana pour Abracadabra
  - Khikmawan Santosa, Syamsurrijal, Siti Asifa Nasution pour Dua Garis Biru
  - Khikmawan Santosa, Satrio Budiono, Krisna Putra pour Bumi Manusia
  - Satrio Budiono, Sutrisno pour Bebas

### Meilleure musique originale
- Ramondo Gascaro pour Kucumbu Tubuh Indahku
  - Andhika Triyadi pour Bumi Manusia
  - Andhika Triyadi pour Dua Garis Biru
  - Aghi Narottama, Bemby Gusti, Tony Merle pour Gundala
  - Lie Indra Perkasa pour Bebas
  - Thoersi Argeswara pour 27 Steps of May

### Meilleure chanson originale
- Harta Berharga dans Keluarga Cemara - Harry Tjahjono, Arswendo Atmowiloto
  - Semesta Pertamaku dans Ambu - Andi Rianto, Titien Wattimena
  - Aku Tanpamu dans Bebas - Dimas Wibisana, Bianca Nelwan, Mira Lesmana
  - Luruh dans Milly & Mamet: Ini Bukan Cinta & Rangga - Isyana Sarasvati, Rara Sekar Larasati
  - Bebas dans Bebas - Iwa K, R. Yudis Dwikorana, Toriawan Sudarsono

### Meilleurs costumes
- Retno Ratih Damayanti pour Kucumbu Tubuh Indahku
  - Chitra Subiyakto, Gemailla Gea Geriantiana pour Bebas
  - Gemailla Gea Geriantiana pour A Man Called Ahok
  - Isabelle Patrice pour Gundala
  - Retno Ratih Damayanti pour Bumi Manusia

### Meilleurs décors
- Edy Wibowo pour Kucumbu Tubuh Indahku
  - Adrianto Sinaga pour A Man Called Ahok
  - Allan Sebastian pour Bumi Manusia
  - Oscart Firdaus pour Dua Garis Biru
  - Vida Sylvia pour 27 Steps of May
  - Wencislaus de Rozari pour Gundala

### Meilleurs maquillages et coiffures
- Eba Sheba, Sutomo, Adi Wahono pour My Stupid Boss 2
  - Darwyn Tse pour Gundala
  - Jerry Octavianus pour A Man Called Ahok
  - Jerry Octavianus pour Bumi Manusia
  - Retno Ratih Damayanti pour Kucumbu Tubuh Indahku

### Meilleur court métrage de fiction
- Tak Ada yang Gila di Kota Ini de Wregas Bhanuteja
  - Bura de Eden Junjung
  - Kembalilah Dengan Tenang de M. Reza Fahriyansyah
  - Melangun de Wisnu Dewa Broto
  - Sunny Side of the Street de Andrew Kose
  - Woo Woo (or Those Silence That Kills You and Me) de Ismail Basbeth

### Meilleur court métrage documentaire
- Sejauh Kumelangkah de Ucu Agustin
  - 50:50 de Rofie Nur Fauzie
  - Diary of Cattle de David Darmadi, Lidia Afrilita
  - Minor de Vena Besta Klaudina, Takziyatun Nufus
  - Rumah Terakhir de Thyke Syukur

### Meilleur film documentaire
- Help is on The Way de Ismail Fahmi Lubis
  - Etanan de Riandhani Yudha Pamungkas
  - Tonotwiyat (Hutan Perempuan) de Yulika Anastasia Indrawati

### Meilleur film d'animation
- Nussa Bisa de Bony Wirasmono
  - Krayon Biru de Samuel Anugrah Andre
  - Life of Death de Bryan Arfiandy, Jason Kiantoro
  - Rancak! de Kemberly Dilois, Stefani Guscia
  - S(h)aring de Muhammad Alnauval
  - Utan Rambutan de Andra Fembriarto

## Statistiques

### Nominations multiples
- 12: Bumi Manusia, Dua Garis Biru, Kucumbu Tubuh Indahku
- 9: 27 Steps of May, Bebas, Gundala
- 6: Keluarga Cemara
- 5: Ambu
- 4: My Stupid Boss 2
- 3: A Man Called Ahok
- 2: Milly & Mamet: Ini Bukan Cinta & Rangga, Pocong: The Origin

### Récompenses multiples
- 8 : Kucumbu Tubuh Indahku
- 3 : Gundala
- 2 : Keluarga Cemara, Dua Garis Biru

## En Mémoire
Le segment En mémoire  a été présenté par Christine Hakim. Ce segment commémore les personnalités de l'industrie cinématographique indonésienne décédées en 2018-2019.
- Torro Margens – Acteur et réalisateur
- Eduard Pesta Sirait – Scénariste et réalisateur
- Robby Tumewu – Acteur
- Saphira Indah – Actrice
- Khikmawan Santosa – Directeur du son
- Robby Sugara – Acteur
- Abduh Aziz – Producteur
- Arswendo Atmowiloto – Acteur, scénariste et réalisateur
- Agung Hercules – Acteur, chanteur et comédien
- Dwi Koendoro – Animateur
- Areng Widodo - Compositeur
- Djaduk Ferianto – Acteur, compositeur et producteur
- Cecep Reza – Acteur